# Muzeum Kröllerové-Müllerové
Muzeum Kröllerové-Müllerové (nizozemsky Kröller-Müller Museum) je muzeum výtvarného umění v nizozemské vesnici Otterlo severozápadně od Arnhemu, uprostřed národního parku Hoge Veluwe. Má světově uznávanou sbírku výtvarného umění především 19. a 20. století. Kromě druhé největší sbírky obrazů a kreseb Vincenta van Gogha na světě je známo také svým rozsáhlým sochařským parkem. Základy sbírky položila Helene Kröllerová-Müllerová (1869–1939), sběratelka umění německého původu.  
Muzeum je celoživotním dílem Helene Kröllerové-Müllerové. V letech 1907 až 1922 spolu se svým manželem Antonem Kröllerem získala téměř 11 500 uměleckých děl: jednu z největších soukromých sbírek dvacátého století. Když muzeum v roce 1938 otevřelo své brány, uskutečnila svůj sen o místě, kde může sdílet svou lásku k umění se všemi lidmi. Ideálem bylo muzeum nejlepšího mezinárodního umění v srdci přírody. Za jejích nástupců se muzeum rozšířilo o nové budovy a velkou sochařskou zahradu o rozloze 25 hektarů. V ní se nachází více než 200 soch významných umělců, jako jsou Aristide Maillol, Jean Dubuffet, Marta Panová, Henry Moore a další. Sochařský park má také dva pavilony ze 60. let 20. století od Alda van Eycka a Gerrita Rietvelda.

## Historie
Helene Müllerová byla dcerou německého ocelářského průmyslníka, spolumajitele společnosti na výrobu železné rudy a uhlí Wm H. Müller & Co., který měl také obchodní kontakty v Nizozemsku. V roce 1888 se provdala za Holanďana Antona Kröllera, který pracoval ve firmě jejího otce a přestěhovala se do Rotterdamu. V roce 1889 se Anton Kröller po smrti svého tchána stal ředitelem společnosti a úspěšně ji rozšířil. V roce 1900 se manželé se čtyřmi dětmi usadili v Haagu.
Zde od roku 1905 Helene Kröller-Müllerová navštěvovala lekce dějin umění od renomovaného historika umění a pedagoga  Hendricuse Petruse Bremmera. Zůstal jejím nejdůležitějším rádcem v uměleckých záležitostech po celý její život a poskytoval zásadní impulsy pro budování sbírky výtvarných děl. Nejprve sbírala starožitný nábytek, keramiku a asijské umění. Od roku 1907 se však její zaměření obrátilo hlavně k moderní malbě. Prvními významnými nákupy byla tři díla Vincenta van Gogha v roce 1909: Slunečnice, Rozsévači a Zátiší s lahví a citrony. Během krátké doby se sbírka rozrostla. Nakupovala nejen od prodejců v Nizozemsku, Belgii, Německu a Francii, ale také přímo v ateliérech některých umělců jako např. Paul Signac. 

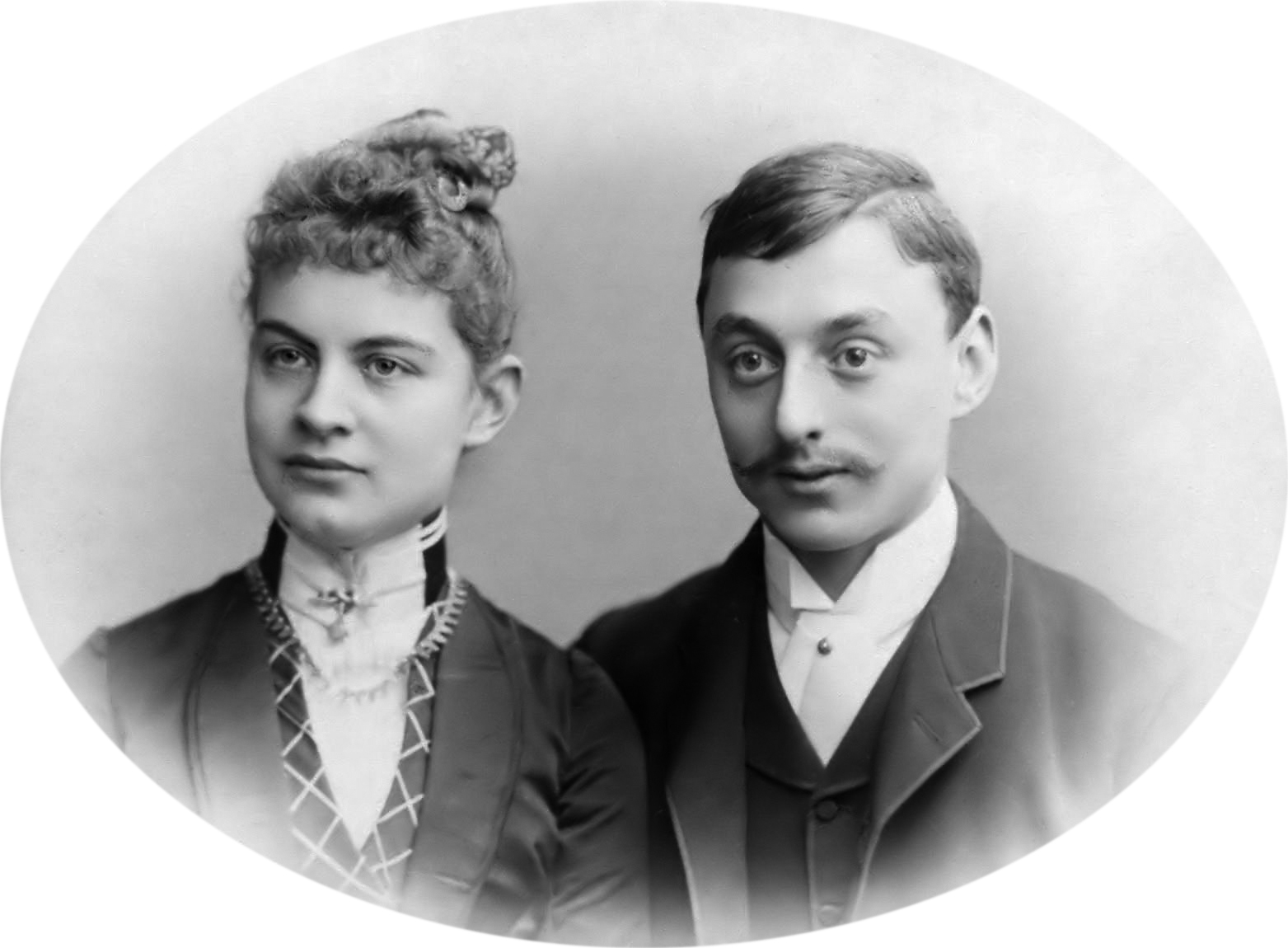
Helene Müllerová a Anton Kröller (1887)

Během pobytu ve Florencii v roce 1910 viděla trvalý odkaz, který městu zanechal rod Medicejských svou podporou umění. Tam poprvé dostala nápad ukázat svou sbírku veřejnosti ve svém vlastním domě. V dubnu 1911 manželé koupili panství Ellenwoude ve Wassenaaru, na kterém mělo být nové muzeum postaveno. Mezitím v roce 1913 otevřela své první soukromé muzeum na Lange Voorhout 1 v  Haagu vedle sídla Müller & Co..
O návrzích nových budov velkého muzea se vedly dlouhé diskuse s různými architekty (Peter Behrens, Mies van der Rohe), ale žádný nebyl realizován. Nakonec byl na Bremmerovo doporučení o jejich zpracování požádán Hendrik Petrus Berlage. Jako vhodné místo pro jeho výstavbu se jevil rozlehlý pozemek, který v roce 1909 koupil její manžel v lesní oblasti Veluwe severozápadně od Arnhemu jako lovecký revír. Rozhodli se zde postavit dvě nové budovy: lovecký zámeček a samostatnou budovu velkého muzea. Celý areál měl odrážet harmonii mezi uměním a přírodou. 
V roce 1914 byla podle jeho návrhu zahájena stavba loveckého zámečku Svatého Huberta. Od roku 1916 Berlage pracoval na návrzích pro budovu muzea, ale krátce nato došlo k roztržce mezi architektem a Helen Kröller-Müllerovou, která pak v roce 1919 pověřila vytvořením návrhů belgického architekta Henryho van de Velde.

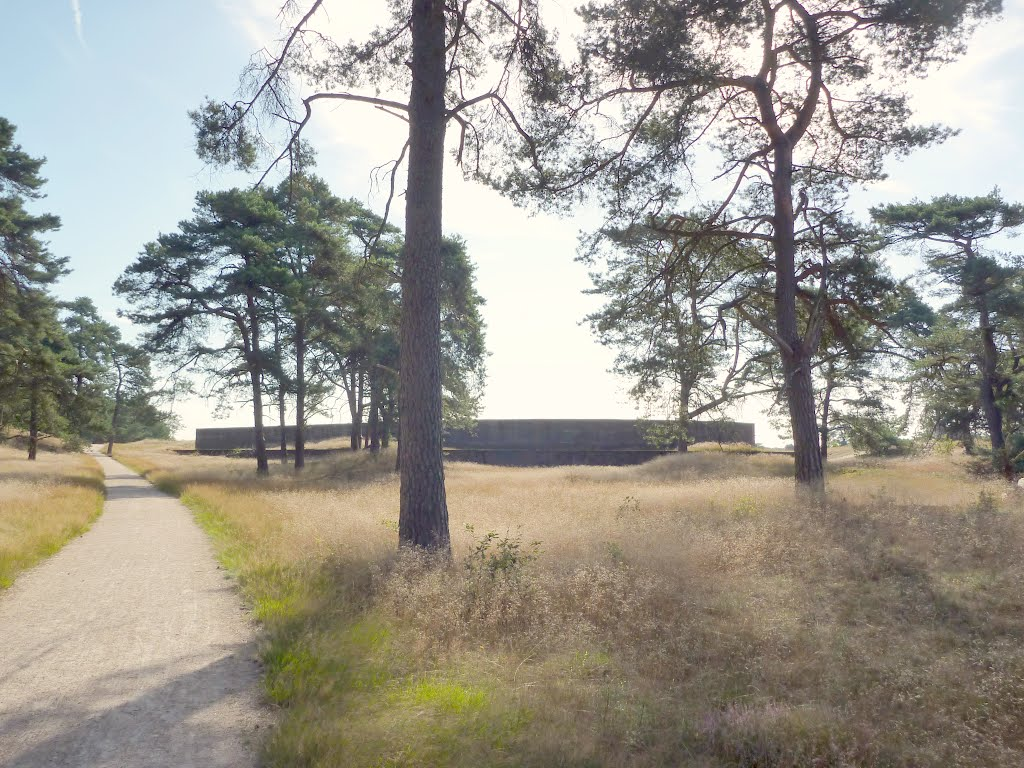
pozůstatky nedokončeného muzea

Stavba muzea začala v roce 1921. O rok později, když již bylo dokončeno přízemí, se stavba zastavila kvůli mezinárodní hospodářské recesi a s ní spojenými finančními potížemi manželů Kröller-Müllerových. Tato budova nebyla nikdy dokončena. Aby se sbírka nedostala do rukou věřitelů, byla v roce 1928 založena Kröller-Müllerova nadace a umělecká sbírka (800 obrazů a 275 soch) byla v roce 1933 přenesena z Haagu do vily ve Wassenaaru, která fungovala jako přechodné muzeum. V roce 1935 byla umělecká sbírka předána nizozemskému státu. Do darovací listiny Helen Köller-Müllerová zahrnula pokyny k ochraně charakteru sbírky a zachování její filozofie. Sbírku bylo možno rozšířit pouze o díla umělců, kteří v ní již byli zahrnuti. Tento dar byl poskytnut pod podmínkou, že v oblasti Hoge Veluwe bude do pěti let pod vedením architekta van de Veldeho vybudováno pro uměleckou sbírku nové muzeum. Zároveň spolupracovala s Henrym van de Velde na výstavbě muzejního parku se sochařskou výzdobou.
V letech 1937–1938 byla na novém místě v lese východně od Otterla postavena provizorní stavba, původně přechodné muzeum, které bylo oficiálně otevřeno dne 13. července 1938. Tato jednoduchá budova je dodnes jádrem muzea a sídlí v ní sbírka. Helen Kröller-Müllerová, kterou již delší dobu trápily zdravotní potíže, zemřela 14. prosince 1939. Ředitelem muzea se stal její blízký spolupracovník Sam van Deventer.  
Během války bylo muzeum uzavřeno a sbírky uloženy v bezpečí protileteckého krytu. S podporou říšského komisaře Arthura Seysse-Inquarta se podařilo zachránit sbírku před deportováním do Německa. Část parku však obsadilo německé letectvo jako vojenské letiště. V roce 1943 se započalo s přístavbou nového křídla s galerií soch, další výstavní místnosti a prostorem pro vernisáže a prezentace. Pod dohledem Červeného kříže se muzeum v roce 1944 stalo nouzovým útočištěm pro evakuované z civilních nemocnic v Arnhemu. Práce na dostavbě byly zastaveny. Muzeum bylo oficiálně znovu otevřeno 6. října 1945.
V roce 1948 byl jmenován nový ředitel Bram Hammacher, který chtěl zařadit do muzea ve větší míře sochařské umění a prezentovat vývoj moderního sochařství na mezinárodní úrovni. Mezi jeho první akvizice patřila díla Ossipa Zadkina, Hanse Arpa, Augusta Rodina. Jeho cílem bylo postupně modernizovat interiér muzea a uspořádání výstavních prostor, zvýšit mezinárodní přitažlivost muzea. Přikládal velký význam vědeckému otevření sbírky s důrazem na obrazovou a sochařskou část. V roce 1953 bylo muzeum rozšířeno o konferenční křídlo a sochařskou místnost. Výstavní prostory dal k dispozici i pro pořádání krátkodobých výstav ze sbírek soukromých majitelů. Získal souhlas poradního výboru nadace s navázáním mezinárodních kontaktů (Japonsko, Afrika, Oceánie), které mu umožnily získat další akvizice dosud málo známého umění. V roce 1961 k muzeu přibyl sochařský park s 50 exponáty. Byla mezi nimi díla od Barbary Hepworthové, Medarda Rossa, Jacquese Lipchitze, Marina Mariniho, Antoina Pevsnera.
V roce 1963 ředitel Hammacher, který během svého působení přinesl muzeu mezinárodní renomé, odešel do penze a vedení se ujal Rudi Oxenaar. V květnu 1964 navštíví sochařskou zahradu architekt Gerrit Rietveld, aby našel vhodné místo pro pavilon, který navrhl v roce 1955 pro mezinárodní výstavu Sonsbeek 55. V květnu 1965 byl Rietveldův pavilon otevřen retrospektivou díla Barbary Hepworthové. V prvních třech letech formuloval Oxenaar vizi muzea, jejímž ústředním principem je vztah mezi přírodou, výtvarným uměním a architekturou.  

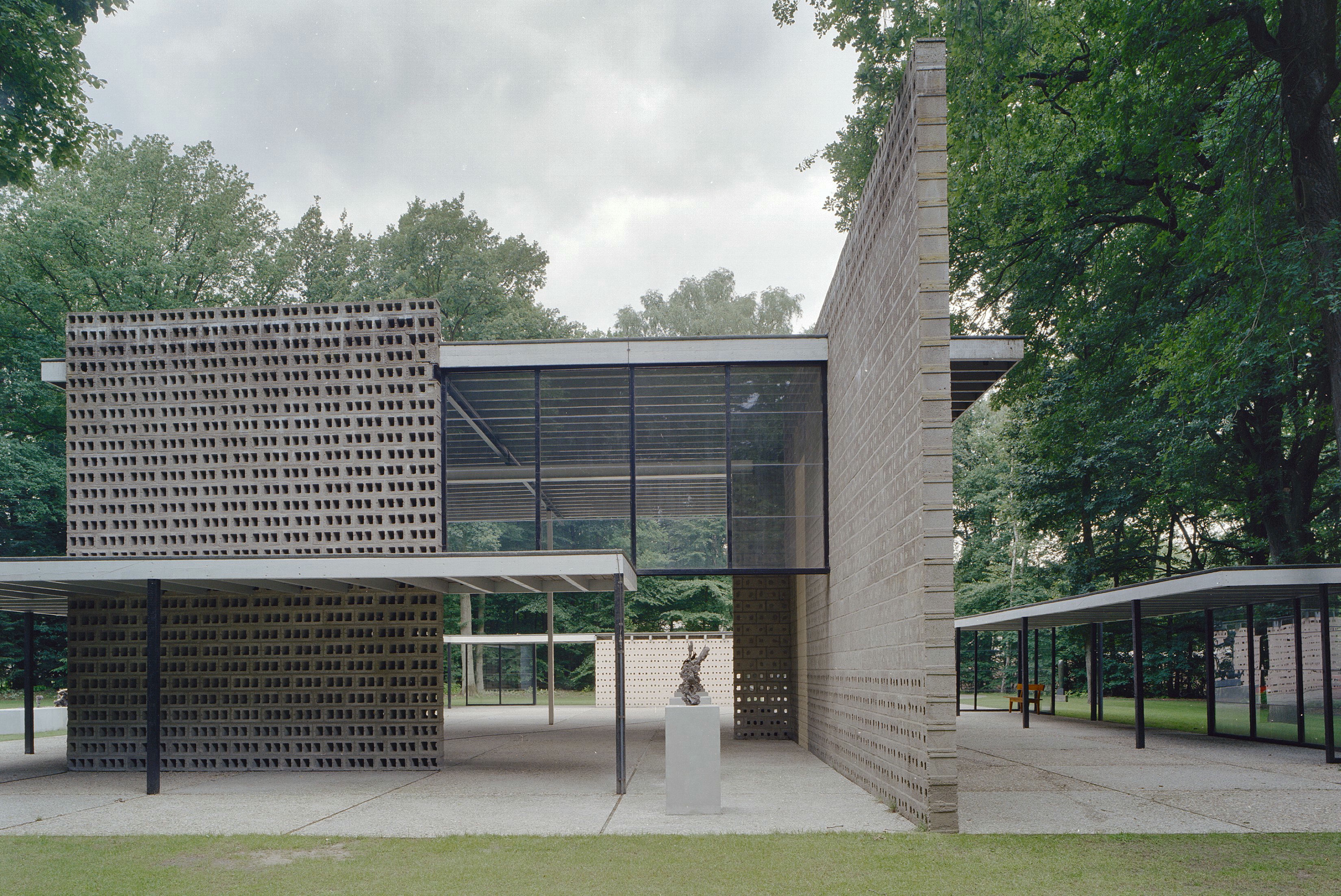
Pavilon Sonsbeek

V letech 1969 až 1977 bylo realizováno velké rozšíření Rietveldova pavilonu podle návrhu nizozemského architekta Wima Quista, které zahrnovalo výstavní haly, depozitáře a nový vstup. Nová transparentní budova s maximální interakcí mezi vnitřkem a vnějškem byla postavena mezi zahradou soch a muzeem Van de Velde. 
V roce 1999 byl vybudován nový vstup do sochařské zahrady. V roce 2006 byl v zahradě soch rekonstruován pavilon, který Aldo van Eyck navrhl v roce 1965 pro pátou výstavu Sonsbeek 66. To umožnilo umístit sem trvale 50 soch z depozitáře. Po roce a půl renovace se 15. dubna 2006 znovu otevřelo křídlo Van de Velde. Řada místností je určena pro krátkodobé výstavy, ve dvou nových prostorách je představena stručná historie muzea na základě dokumentů, předmětů a děl ze sbírky. Posluchárna byla přeměněna na multifunkční informační centrum. V roce 2010 byl rozebrán a zrekonstruován dle původního návrhu Rietvedlův pavilon.
V roce 2019 dokončilo architektonické studio Monadnock nový vstupní pavilon, který poskytuje více prostoru pro prezentaci sbírky a dočasné výstavy a dobře vybavené zázemí pro návštěvníky (restaurace, prodejna, hygienické zařízení).
Od roku 1994 je muzeum subjektem nezávislým na vládě a je provozováno jako veřejně prospěšná společnost s oficiálním názvem Kröller-Müller Museum Foundation. Muzeum se sochařskou zahradou bylo v roce 2017 prohlášeno za národní kulturní památku Holandska.

## Sbírky
Sbírka obsahuje přes 4000 kreseb, 275 soch a několik stovek obrazů, čínský porcelán a kameninu. V souladu s ideou Helene Kröller-Müllerové nabízí přehled vývoje sochařského a malířského umění od pozitivního realismu kolem roku 1860 po současné umění. Mimořádně významné postavení má vyhrazen Vincent van Gogh. S téměř 90 obrazy a více než 180 kresbami má muzeum druhou největší van Goghovu sbírku na světě. Je výrazem obdivu sběratelky k tomuto umělci. Z původních nákupů Helene Kröller-Müllerové jsou ve sbírce zastoupeni také George Seurat, Paul Signac, Camille Corot, Odilon Redon, Honoré Daumier, Juan Gris, Piet Mondrian, ale i staří mistři jako Hans Baldung Grien, Lucas Cranach starší nebo Tintoretto. 
Sochařská sbírka vytvořená Bremem Hammacherem usiluje o co nejúplnější přehled sochařského umění od Rodina po současnost. Jsou v ní zastoupena díla Jacoba Epsteina, Joannise Avramidise, Edgarda Mannucciho, Constantina Brancusiho, Giacomo Balla, Jacquese Lipchitze, Marina Mariniho, Barbary Hepworthové, Henryho Moora a dalších. 
Sbírka soch v parku zahrnuje díla mnoha významných národních i mezinárodních sochařů. Někteří vytvořili svá díla na zakázku speciálně pro Otterlo, například Marta Panová, Hans Aeschbacher, Jean Dubuffet, Robert Smithson.
Kromě vlastních akvizic muzea je zde bohatá sbírka moderního a současného umění, včetně více než 400 děl (mezinárodní avantgarda od 60. let do současnosti) z bývalé Visserovy sbírky, včetně děl Anselma Kiefera, Richarda Longa a Ellswortha Kellyho. V roce 2005 byl přijat odkaz, který se skládá z 28 děl a různé korespondence z pozůstalosti Rudiho van Deventera (syna ředitele muzea během válečných let). Piet a Ida Sandersovi věnovali muzeu svou rozsáhlou sbírku více než 100 moderních drobných plastik a mimoevropských děl mimo jiné z Afriky, Oceánie a Jižní Ameriky. 

## Galerie

Obrazy
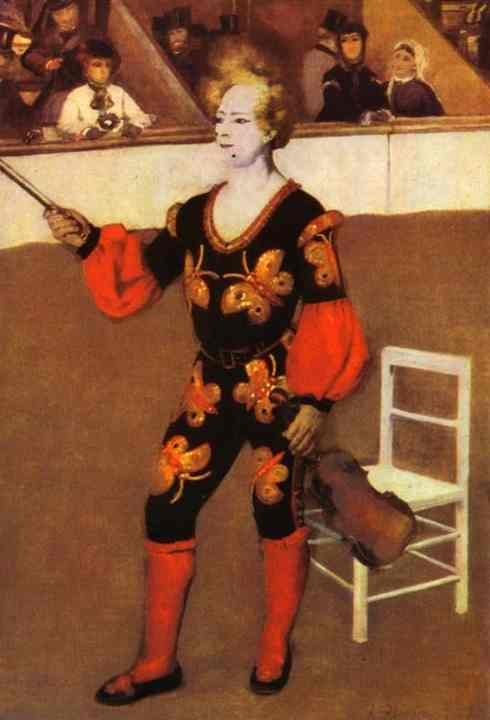
Pierre-Auguste Renoir: Klaun, 1868
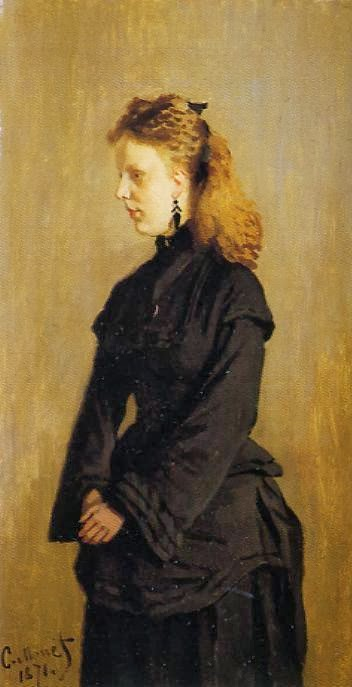
Claude Monet: Guurtje van de Stadtová, 1871
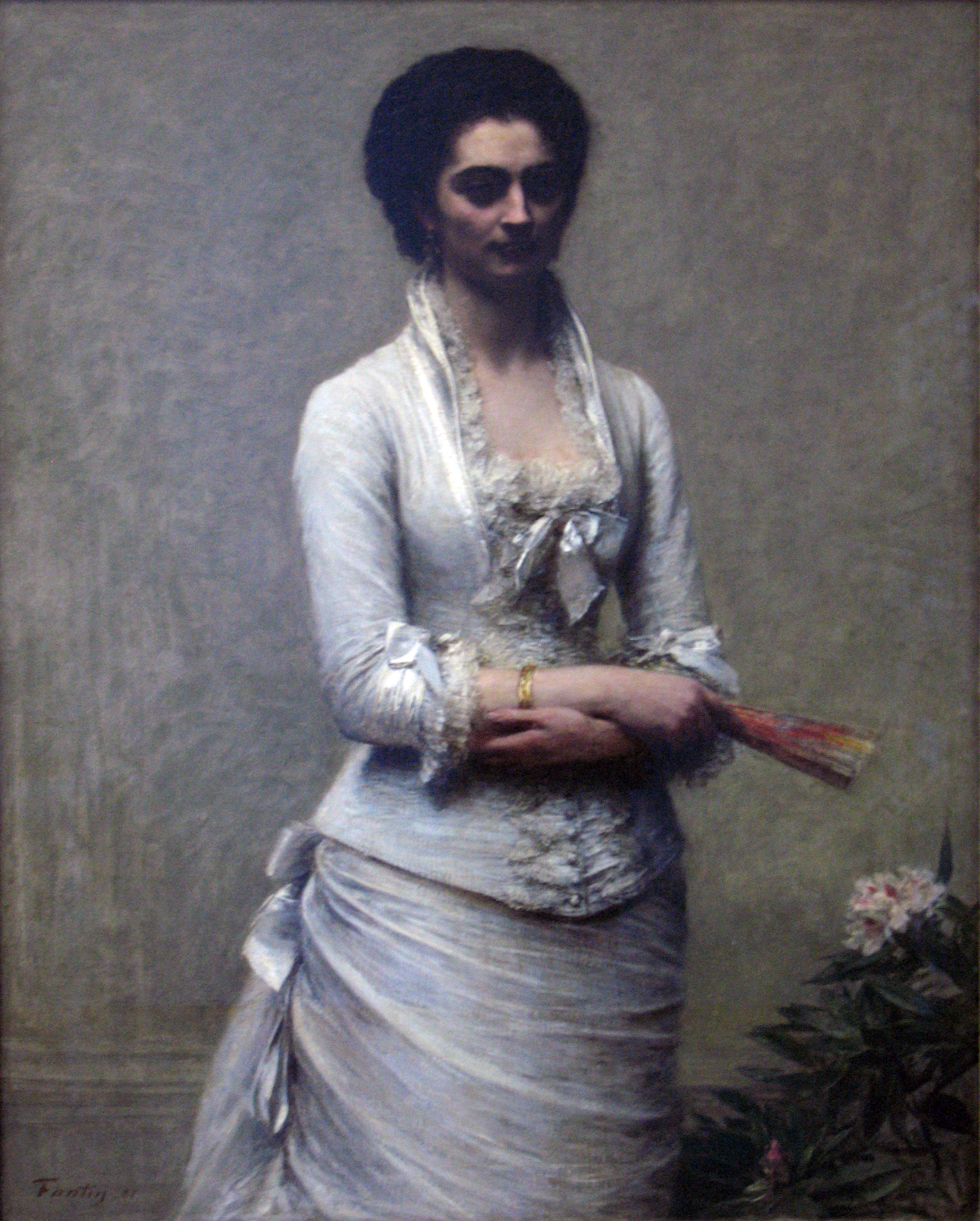
Henri Fantin-Latour: Eva Callimachiová-Catargiová, 1881
Vincent van Gogh: Jedlíci brambor, 1885
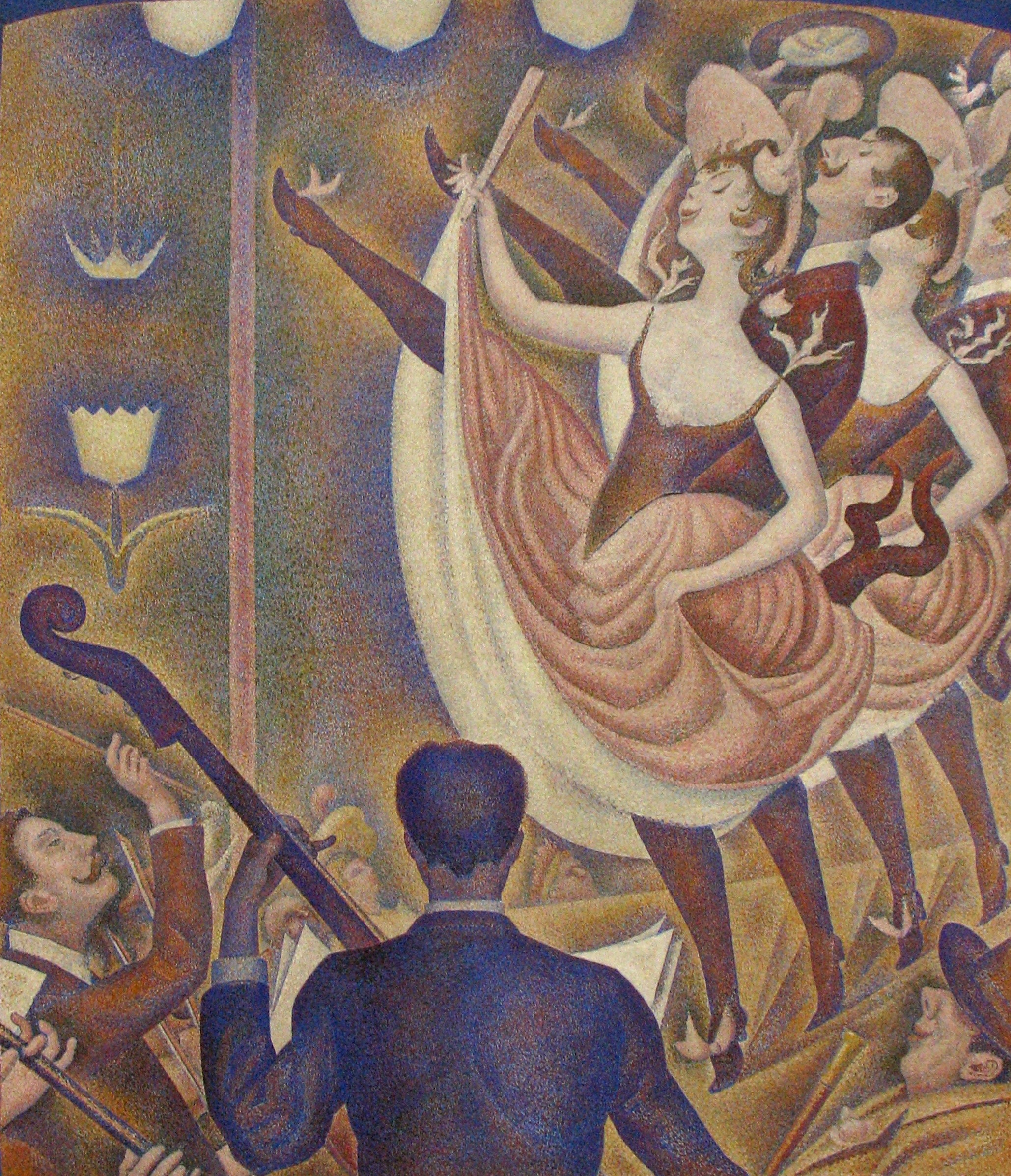
Georges Seurat: Le Chahut, 1890
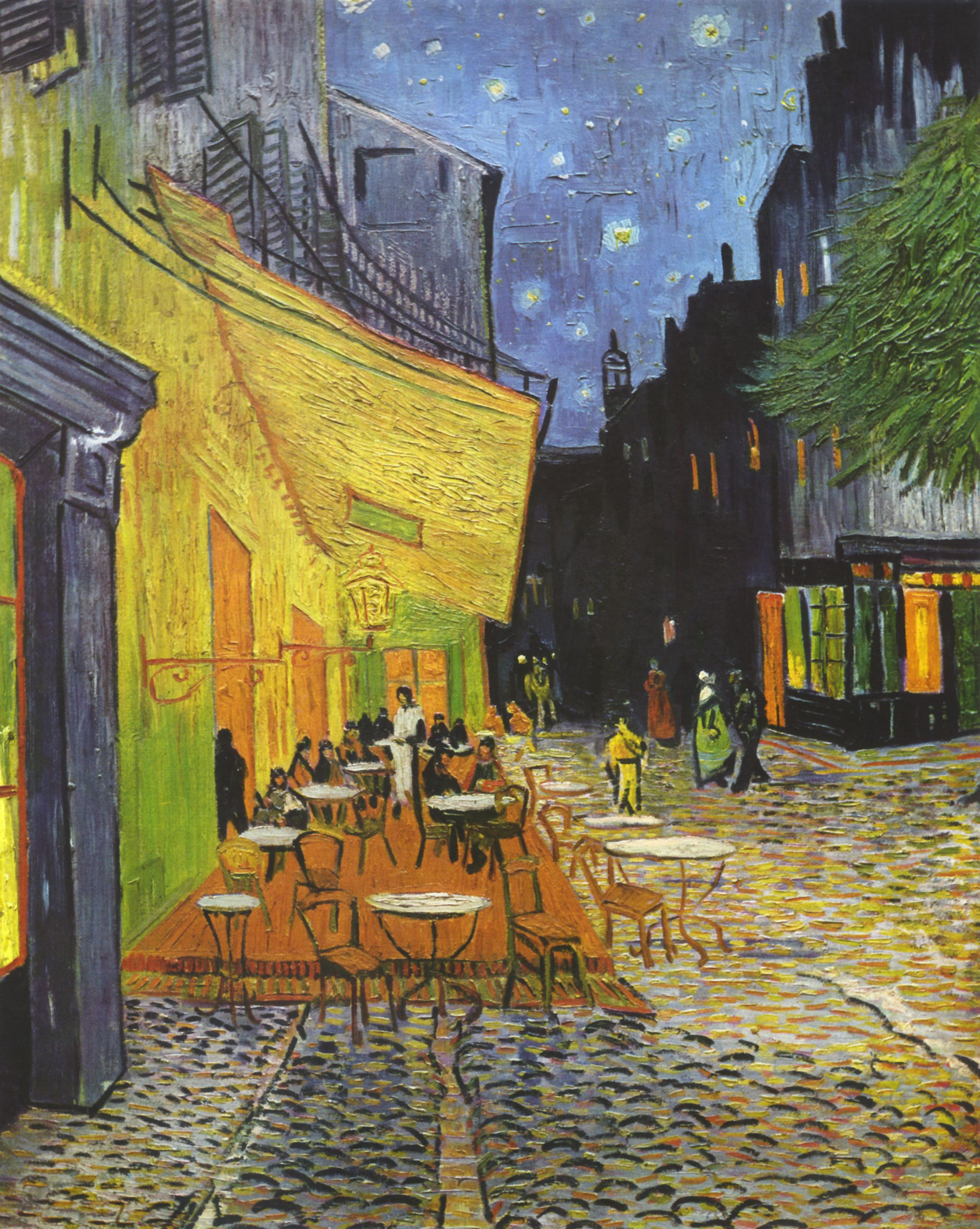
Vincent van Gogh: Terasa kavárny v noci, 1888

Sochy v pavilonu Aldo van Eycka
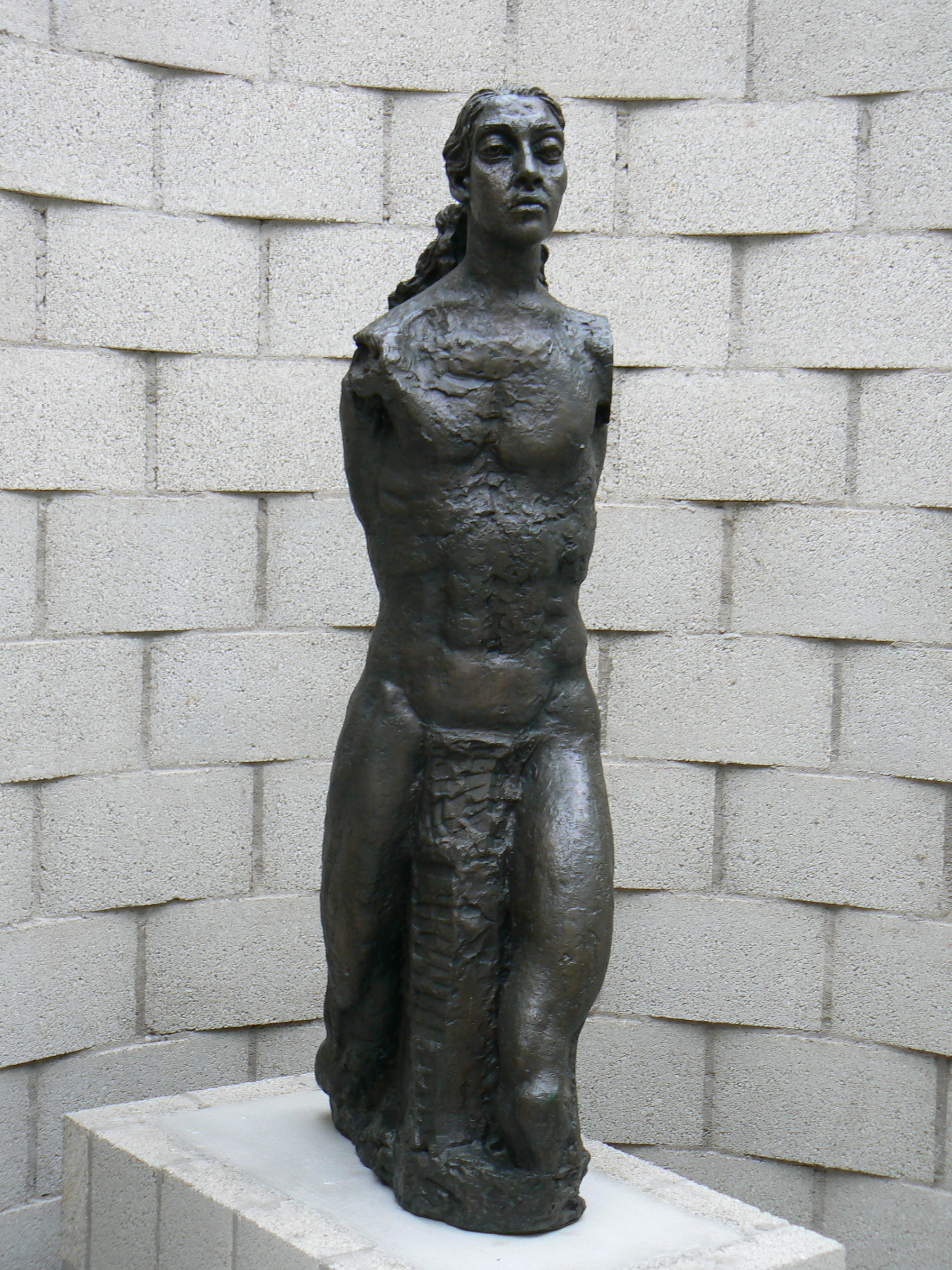
Jacob Epstein: Torzo anděla
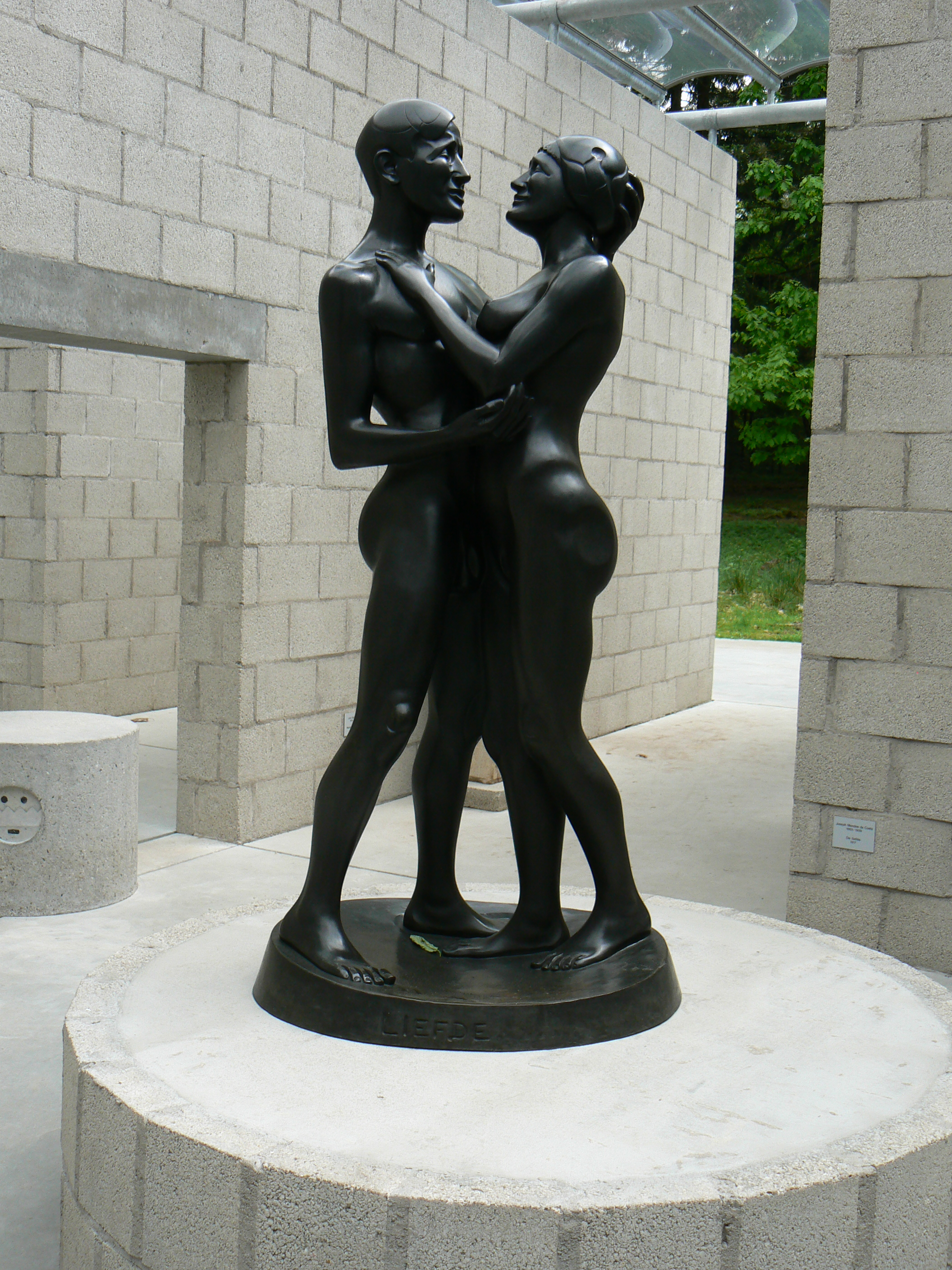
Joseph Mendes da Costa: Milenci (1917)
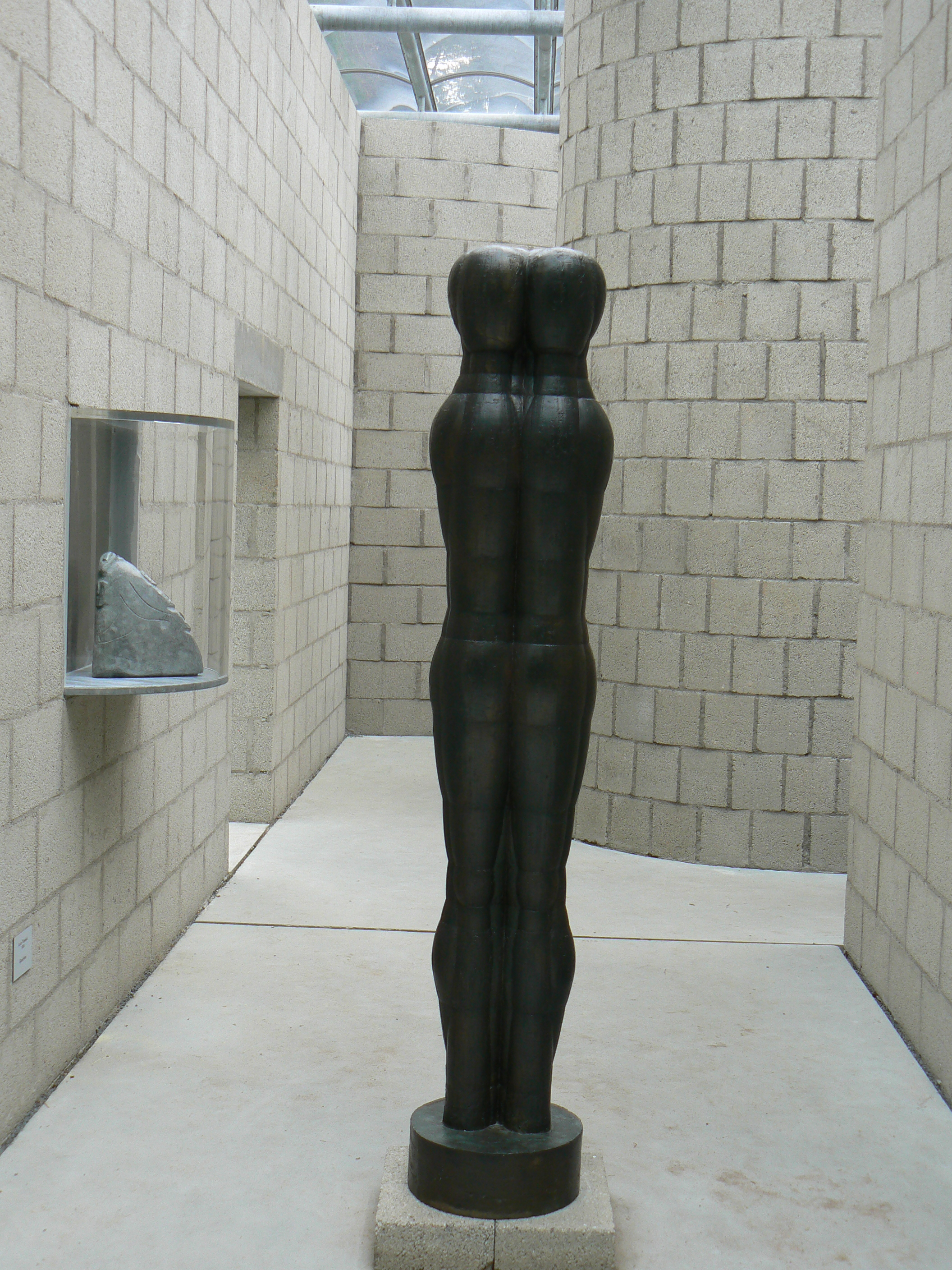
Joannis Avramidi: Velká figura (1958)
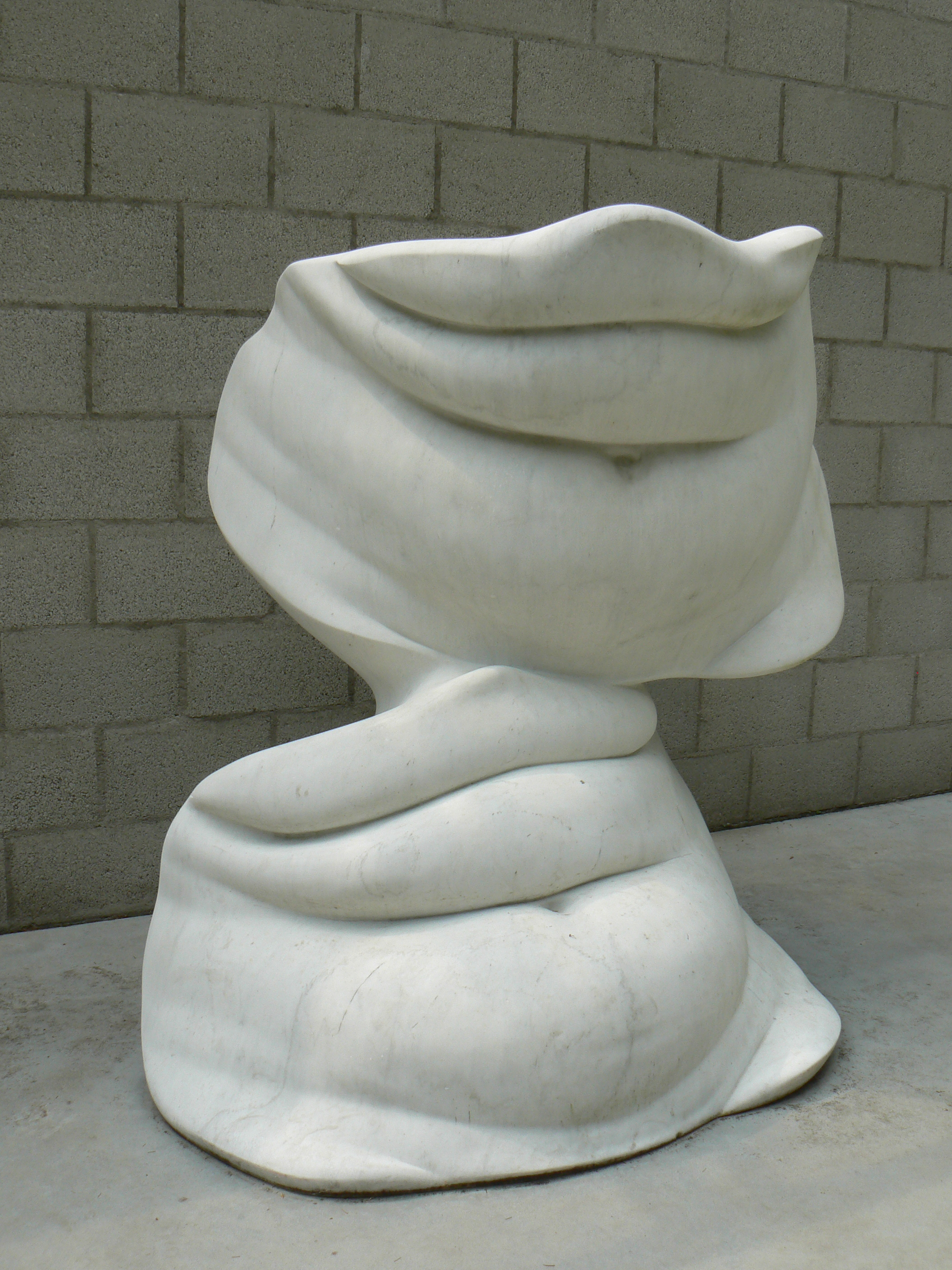
Alina Szapocznikow: Břicha (1968)
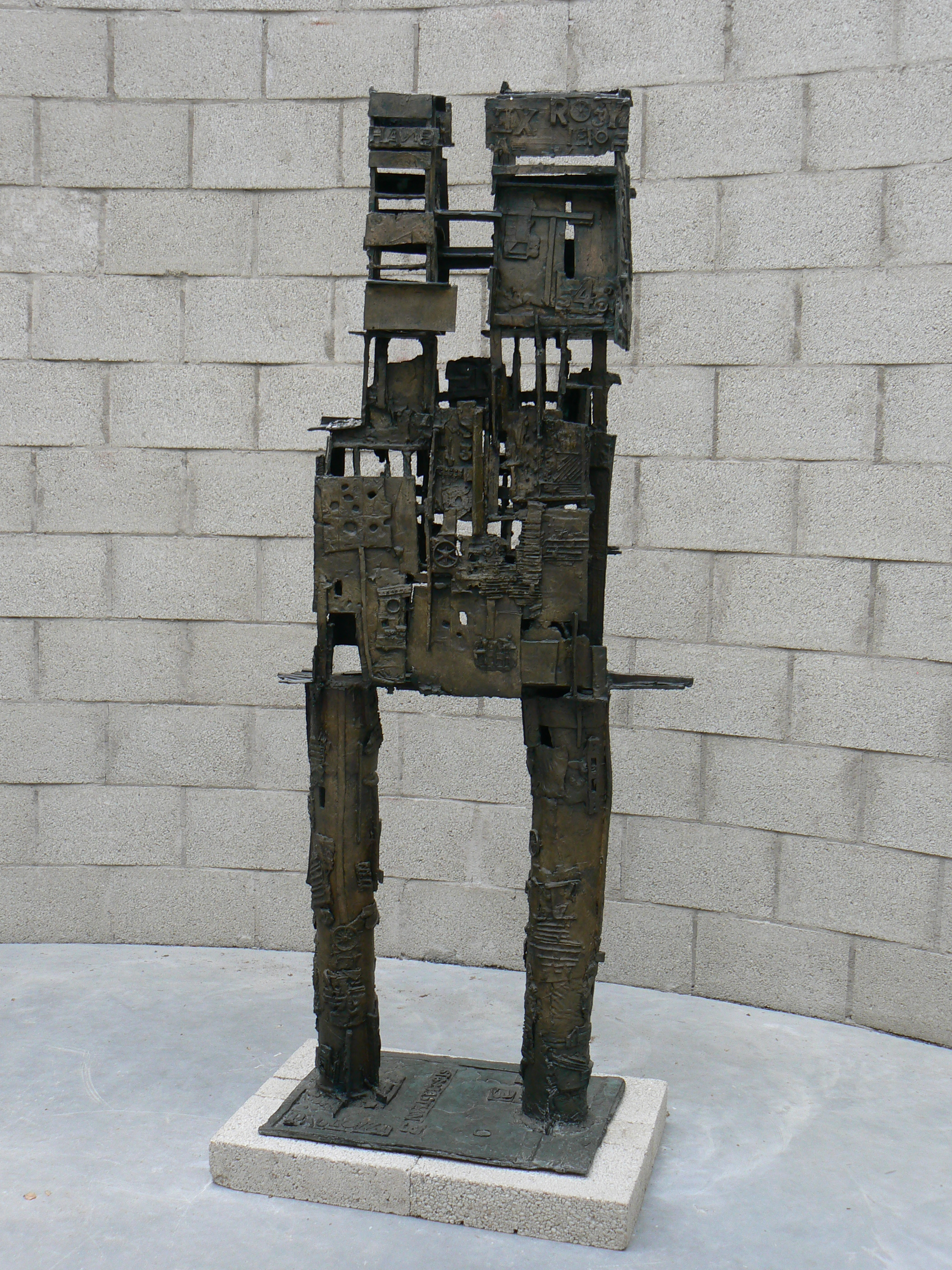
Eduardo Paolozzi : Svatý Šebestián III (1957)
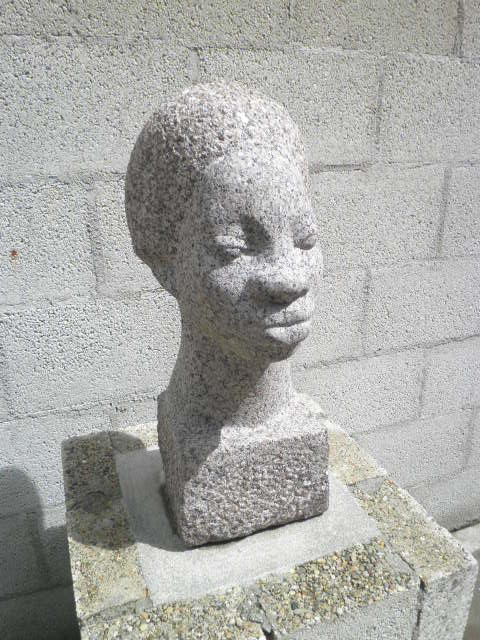
Charlotte van Pallandtová: Černošská hlava (1939)

Sochařský park
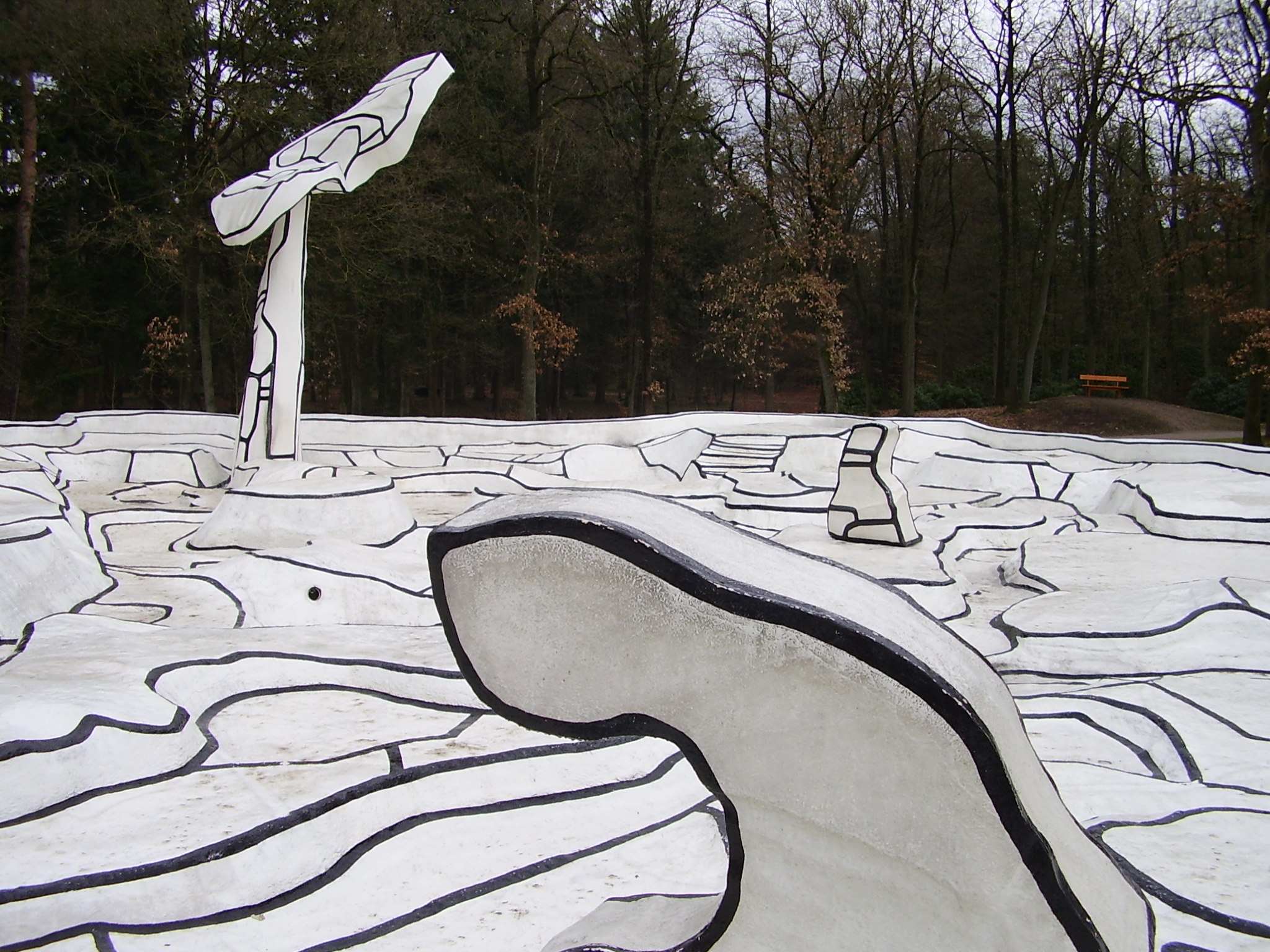
Jean Dubuffet: Jardin d'émail (1974)
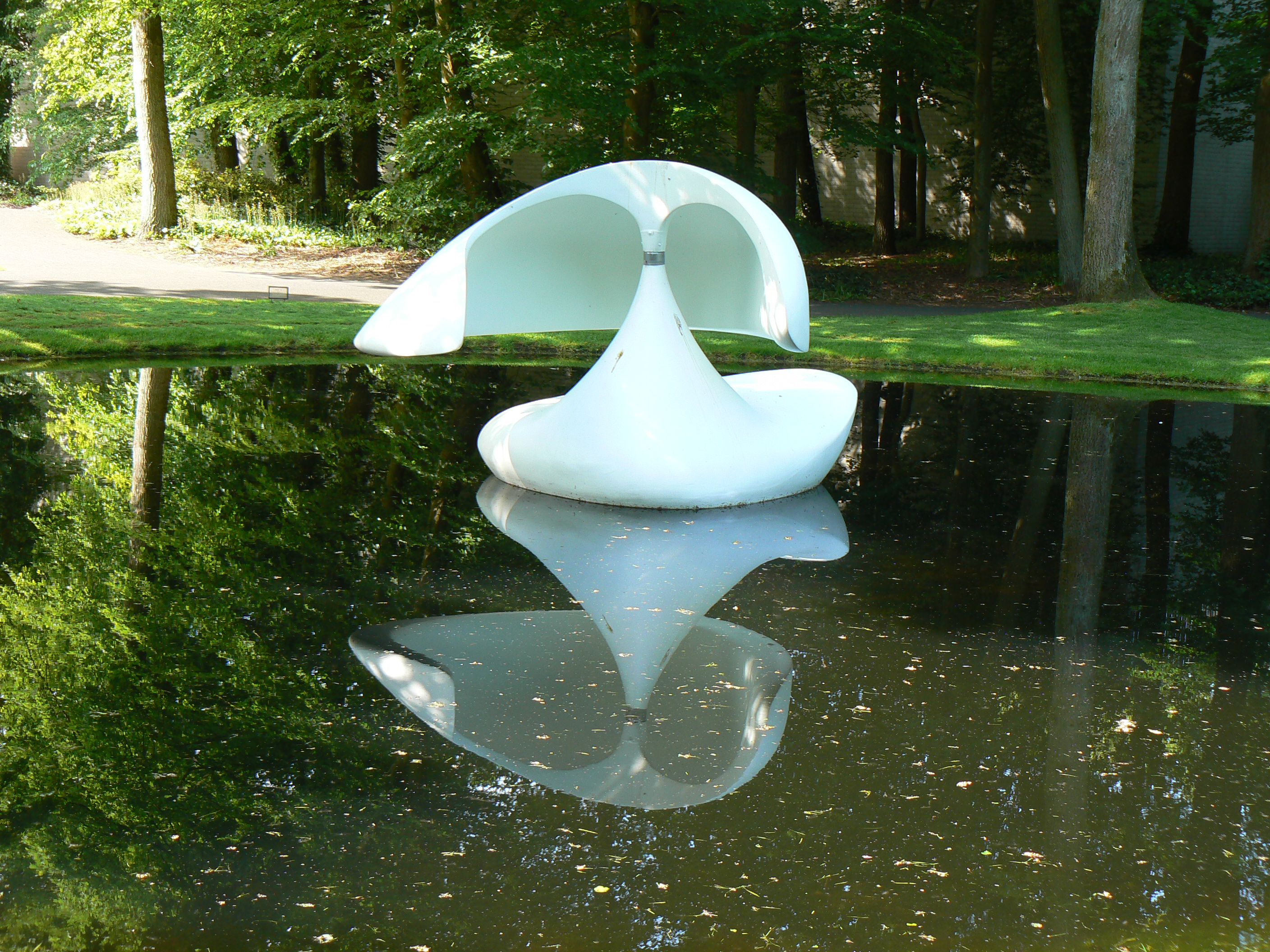
Marta Panová: Plovoucí socha (1960–1961)
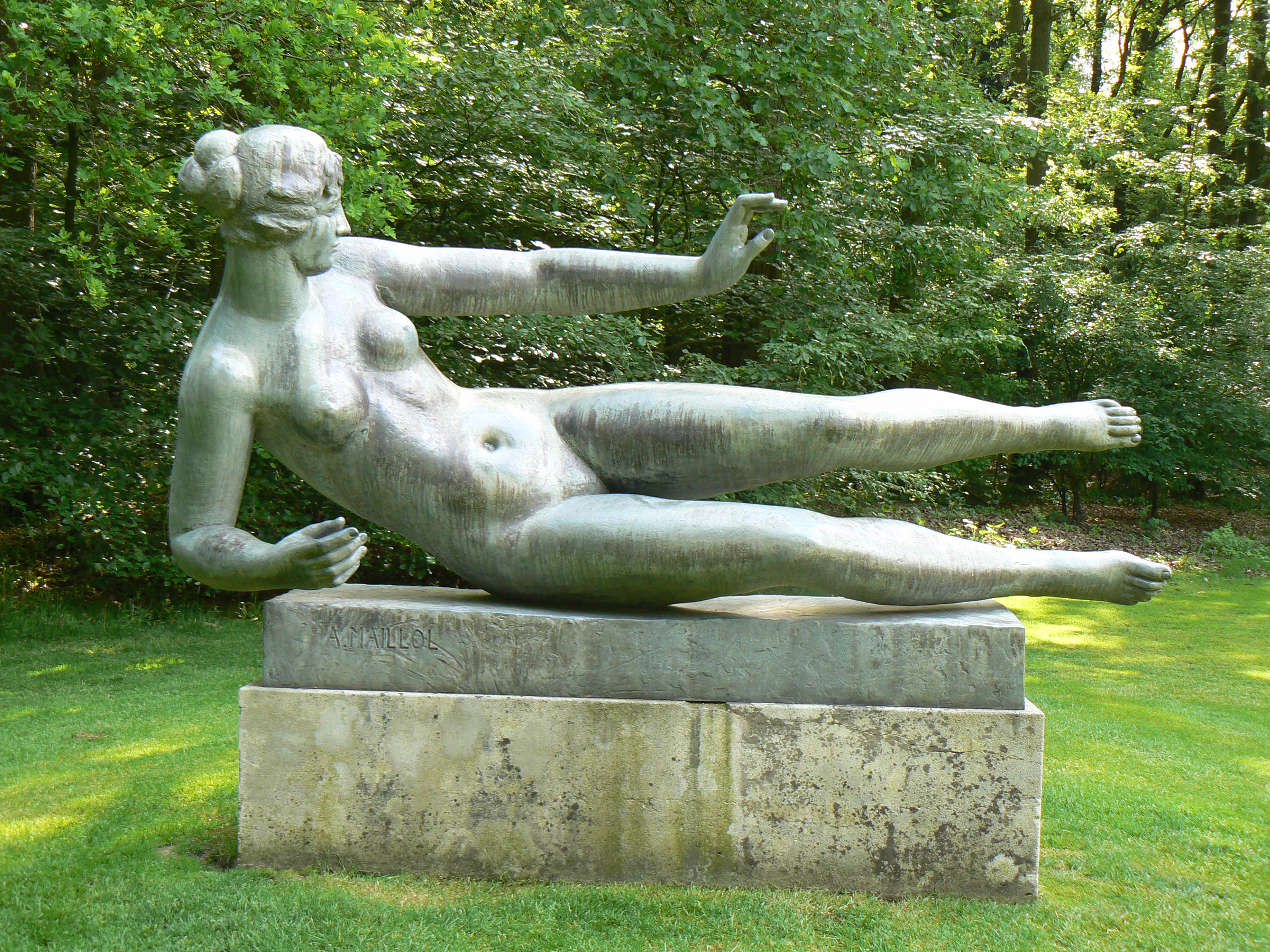
Aristide Maillol: L'Air (1939)
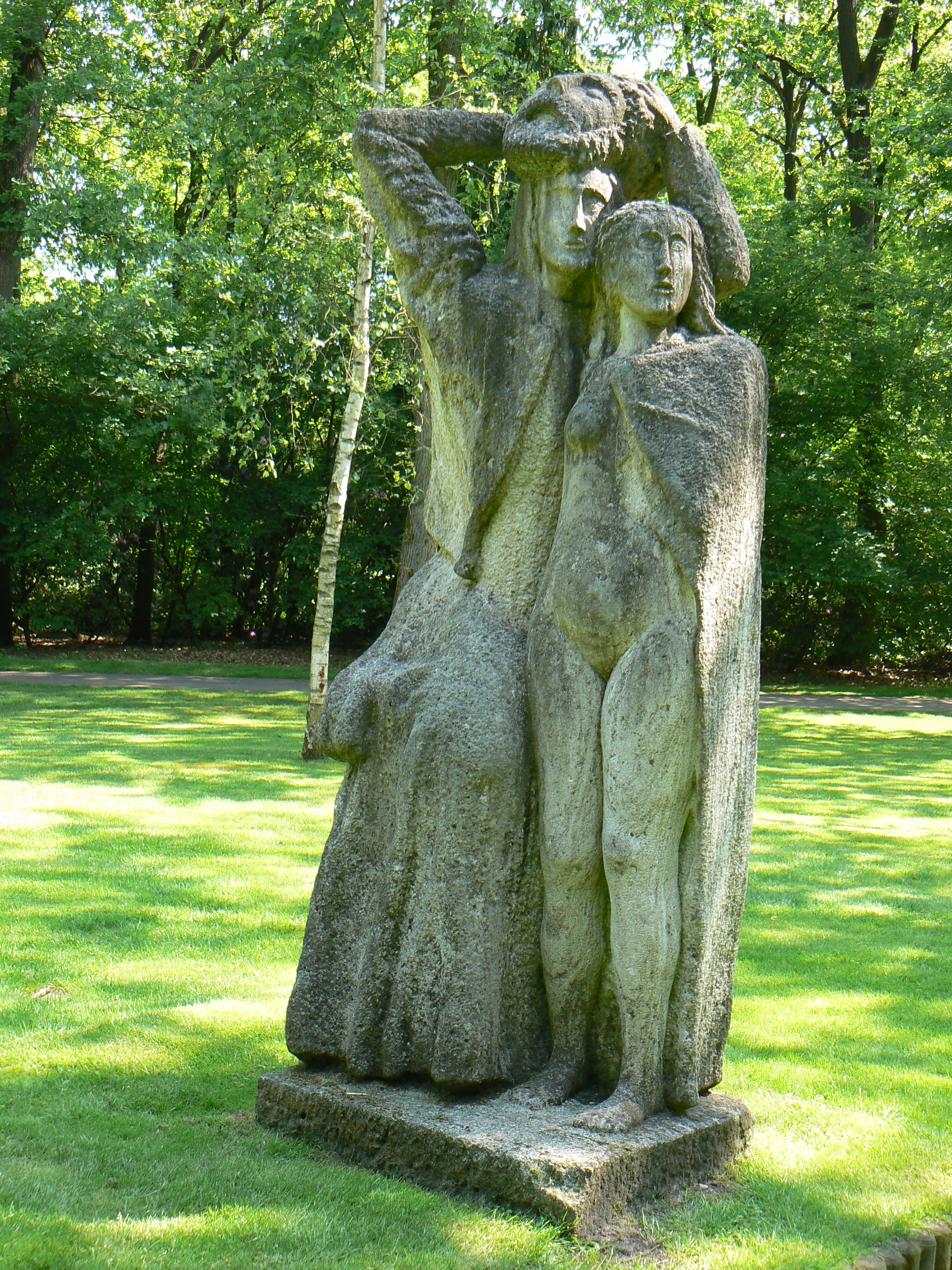
Arturo Maldini: Giuditta a Holofernes (1932–1933)
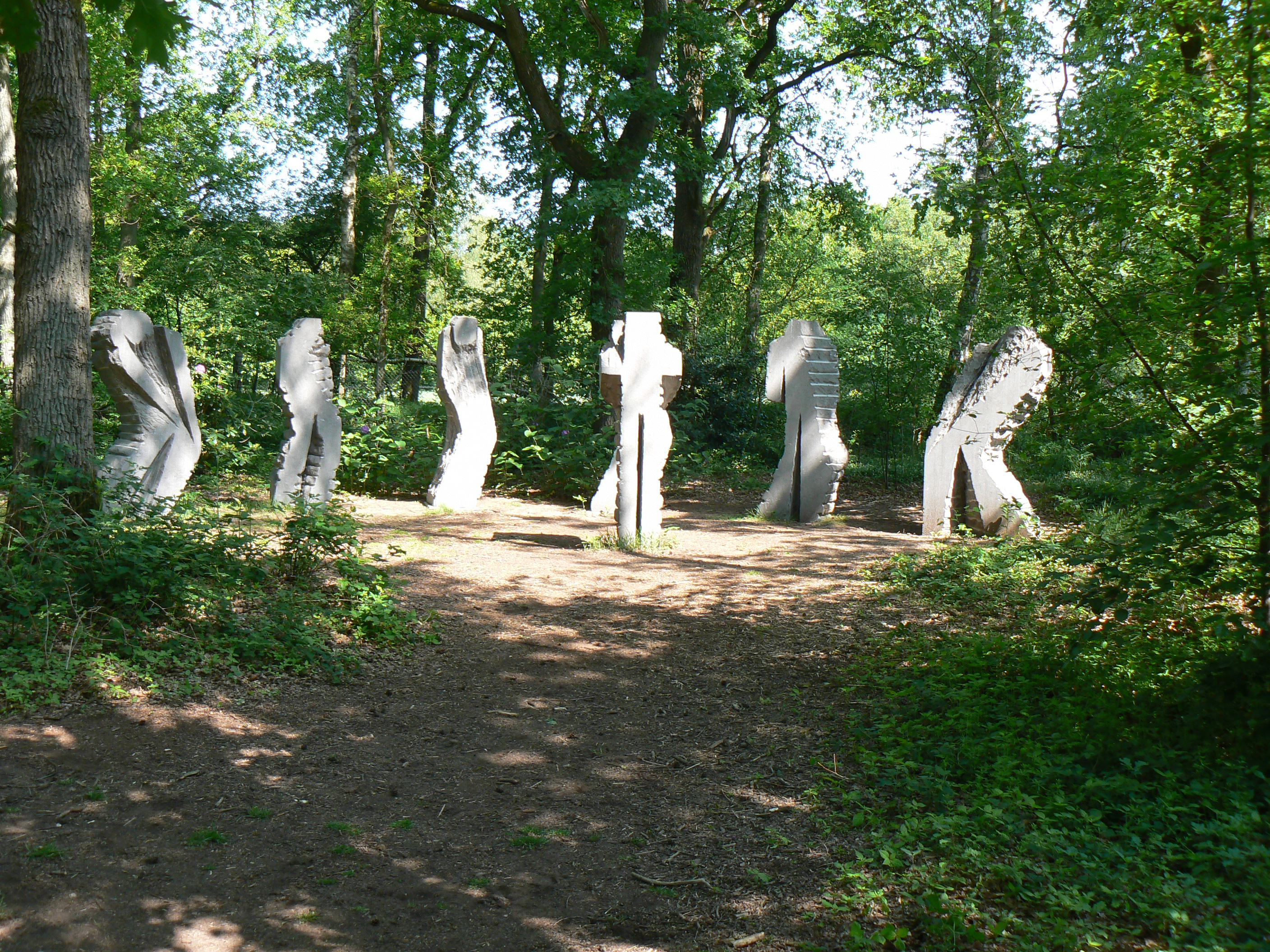
Eugène Dodeigne: Sept (1993)
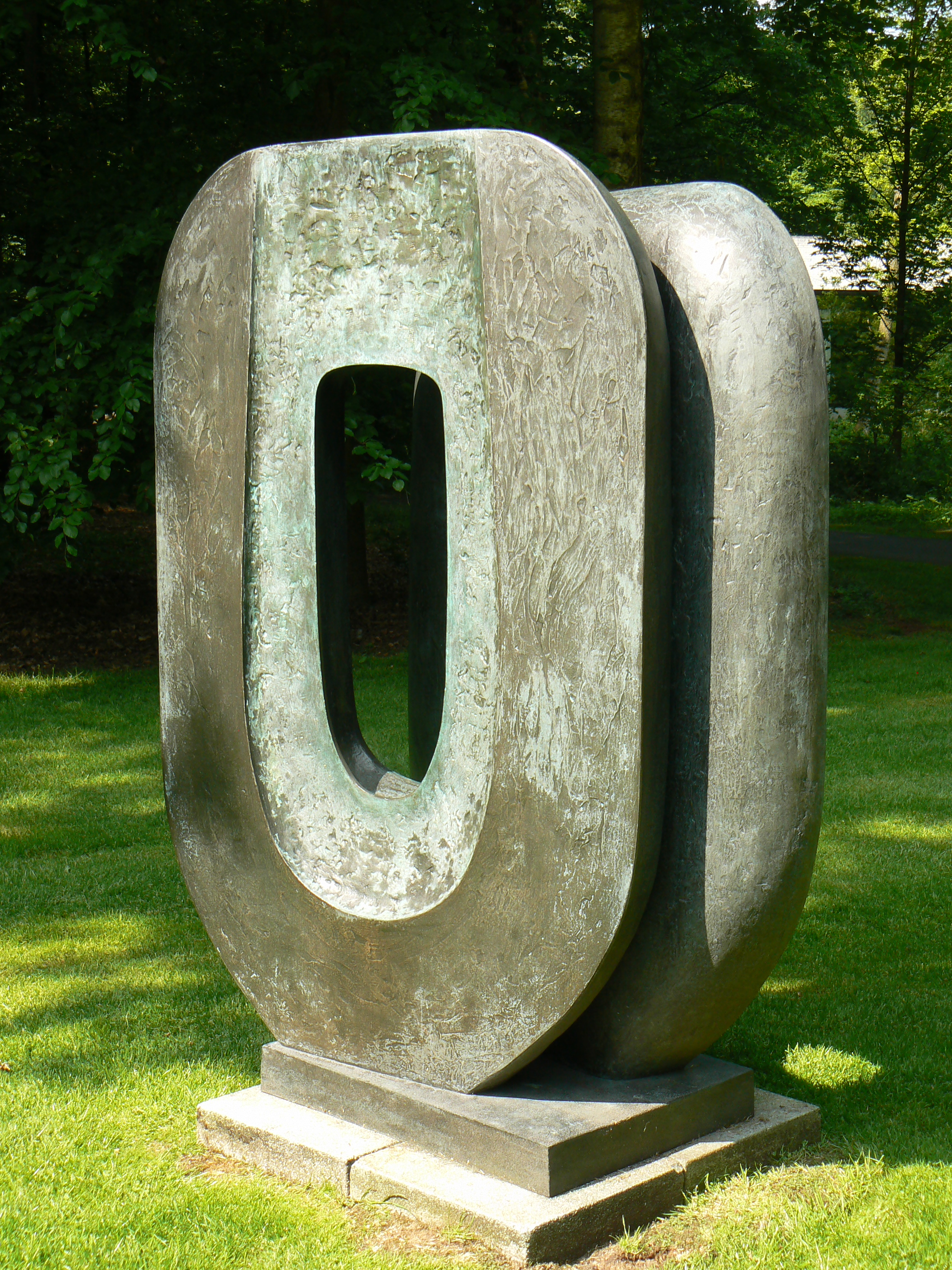
Brabara Heptwordová: Dual form (1965)